# Sofia van Thüringen
Sofia van Thüringen (Thüringen, 20 maart 1224 —  29 mei 1275) was de oudste dochter van Lodewijk IV van Thüringen en de heilige Elisabeth van Hongarije. Zij werd in 1240 de tweede echtgenote van hertog Hendrik II van Brabant, en werd de moeder van:
- Hendrik I van Hessen (1244-1308), stamvader van het Huis Hessen
- Elisabeth (1243-1261), gehuwd met Albrecht I van Brunswijk

Sofia werd na haar dood in 1275 bijgezet in de abdij van Villers.